# Cortinarius ectypus
Cortinarius ectypus J. Favre – gatunek grzybów należący do rodziny zasłonakowatych (Cortinariaceae).

## Systematyka i nazewnictwo
Pozycja w klasyfikacji według Index Fungorum: Cortinarius, Cortinariaceae, Agaricales, Agaricomycetidae, Agaricomycetes, Agaricomycotina, Basidiomycota, Fungi.
Po raz pierwszy opisał go w 1960 r. Jules Favre na ziemi w Szwajcarii.

## Morfologia
Kapelusz
Szerokość 30–70 mm, początkowo stożkowy lub półkulisty z podwiniętym brzegiem, później wypukły do spłaszczonego, często z niskim, centralnym guzkiem, słabo higrofaniczny. Powierzchnia szarobrązowa, później nawet czarnobrązowa, w młodym wieku wyraźnie włóknista, później łysa lub łuszcząca się. Zasnówka biała.
Blaszki
U młodych okazów szarobrązowe, potem z fioletowym odcieniem.
Trzon
Wysokość 300 mm, grubość 5–15 mm, maczugowaty, o włóknistej powierzchni, początkowo szarobrązowy, pod kapeluszem fioletowy, u podstawy z białą lub lekko fioletową grzybnią.
Miąższ
Brązowy, u młodych okazów z fioletowawym odcieniem w górnej części trzonu. Zapach niewyraźny, smak łagodny.
Cechy mikroskopowe
Zarodniki eliptyczne do prawie kulistych, 5,5–7 × 4,5–5,5 µm, przeważnie gładkie.
Gatunki podobne
Zasłonak brunatny (Cortinarius brunneus), zasłonak krzywonogi (Cortinarius valgus).

## Występowanie i siedlisko
Znane jest występowanie Cortinarius ectypus tylko w Europie i azjatyckich terenach Rosji. Brak go w opracowanym w 2003 r. przez Władysława Wojewodę wykazie wielkoowocnikowych grzybów podstawkowych Polski, jego stanowiska w Polsce po raz pierwszy podali T. Ślusarczyk i inni w 2015 r.
Naziemny grzyb mykoryzowy. Owocniki od lipca do października, pod świerkami na glebach wapiennych, czasem także na torfowiskach. Jest niejadalny.